# Friedrich Imhoof-Blumer

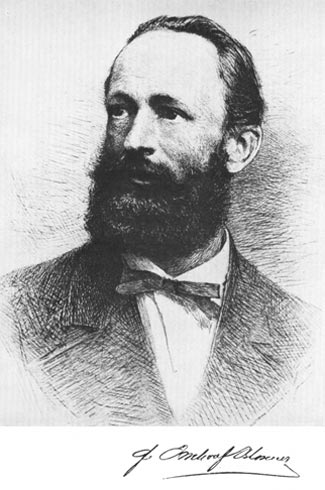
Friedrich Imhoof-Blumer, vor 1890

Friedrich Imhoof-Blumer um 1862

Friedrich Imhoof-Blumer (* 11. Mai 1838 in Winterthur; † 26. April 1920 ebenda) war ein Schweizer Numismatiker.

## Leben
Friedrich Imhoof-Blumer war der Sohn des Kaufmanns Friedrich Imhoof-Hotze und dessen Ehefrau Sophie Hotze. Nach seiner Schulzeit durchlief er eine kaufmännische Lehre, um anschließend in die elterliche Firma einzusteigen. Schon im Alter von 12 oder 13 Jahren sammelte Imhoof-Blumer Münzen, zuerst schweizerische und moderne, ab den frühen 1860er Jahren zunehmend auch griechische; ein handschriftliches Verzeichnis seiner griechischen Münzen von 1863 führt bereits hunderte von  Stücken auf. Im Jahr 1866 erwarb er zwei grosse Sammlungen: zum einen rund 2'000 griechische Münzen (und Kleinbronzen) aus der Sammlung des Basler Kaufmanns und Rothschild-Agenten Christian Fischer in Palermo, zum anderen rund 7'000 Schweizer Münzen und Medaillen von den Erben des bernischen Historikers und Regierungsrates Carl Friedrich Ludwig Lohner aus Thun. Der Erwerb der Sammlung Fischer bestimmte fortan sein sammlerisches Interesse, das sich nun zur griechischen und römischen Antike verlagerte. Die Sammlung Lohner vereinigte er in den Jahren 1866–1871 mit seiner eigenen Sammlung von Schweizer Münzen, erweiterte den Bestand markant und schenkte die Sammlung 1871 schliesslich dem Münzkabinett seiner Heimatstadt, damals noch unter dem Dach der Stadtbibliothek, dessen ehrenamtlicher Leiter er seit 1861 war. Mit dieser Schenkung von 10'578 Münzen und Medaillen machte er das Münzkabinett zur grössten Sammlung ihrer Art in der Schweiz.
Durch das Import-Export-Geschäft seines Vaters konnte er viele Kontakte in den Nahen Osten knüpfen. Speziell nach Griechenland und in die Türkei unternahm er ab den 1850er Jahren mehrere Reisen, die er offenbar auch zu Ankäufen nutzte. Durch Sprach- und Geschichtsunterricht bei Hermann Hitzig gut vorbereitet, konnte Imhoof-Blumer sein Sammeln bald schon auf eine wissenschaftlich fundierte Basis stellen.
1862 heiratete er in Glarus Elisabeth Blumer. Mit ihr hatte er zwei Töchter. Anlässlich dieser Eheschließung änderte er seinen Namen «Imhoof» in «Imhoof-Blumer». Mit 32 Jahren zog sich Imhoof-Blumer 1870 allmählich aus dem Familienunternehmen zurück und kümmerte sich bis an sein Lebensende nur noch um seine Sammlungen und das städtische Münzkabinett sowie die Bibliothek, deren Quästor er war.  Als er 1900 seine griechische Münzsammlung an das Berliner Münzkabinett verkaufte, umfasste diese 22'000 Münzen. Dieser Kauf kam durch Vermittlung des Altertumswissenschaftlers und Wissenschaftsorganisators Theodor Mommsen zustande.
Mit einem Teil des Erlöses, 100'000 Mark, finanzierte Imhoof-Blumer eine Arbeitsstelle am "Griechischen Münzwerk (Corpus Nummorum)" in Berlin, das er zusammen mit Theodor Mommsen 1889 gegründet hatte und dessen wissenschaftlicher Leiter er war. Verschiedene junge Numismatiker, die Imhoof zum Teil selbst ausbildete (Behrendt Pick), profitierten davon. Nach 1900 legte Imhoof-Blumer auch eine zweite Sammlung griechischer Münzen an. Nach seinem Tod erbte diese sein Schwiegersohn und Arzt Oscar Bernhard. 1927 konnte Kurt Regling daraus etwa 2000 Bronzemünzen für das Münzkabinett Berlin erwerben; 900 Münzen kamen 1952 als Geschenk der Erben an das Münzkabinett Winterthur, darunter eine grössere Anzahl hervorragend erhaltener Stücke, von denen sich Imhoof im Jahr 1900 nicht getrennt hatte.
Im Rahmen der intensiven Forschungs- und Publikationstätigkeit von Imhoof-Blumer wuchs auch eine Sammlung von Gips- und Siegellackabdrücken griechischer Münzen heran, die Münzen dokumentierte, die Imhoof bei seinen Besuchen in Museen und Privatsammlunge gesehen hatte oder die ihm zugeschickt worden waren. Diese Studiensammlung, die sich heute im Münzkabinett Winterthur befindet und rund 135'000 Gipsabgüsse sowie etwa 30'000 Siegellackabdrücke und Abriebe in Papier zählt, gilt noch heute als ein wichtiges Referenzinstrument, weil sie zahlreiche griechische Münzen dokumentiert, die heute nicht mehr greifbar sind.
Imhoof-Blumer verknüpfte auf gekonnte Weise die Numismatik mit verwandten Fächern wie Griechische Mythologie, Philologie und Archäologie und er legte die Grundlagen für neue und noch heute gültige Forschungsmethoden, zum Beispiel die Stempelanalyse. Damit zählt er bis heute zu den bedeutendsten Kennern der antiken Numismatik und ist einer der Pioniere der wissenschaftlichen Numismatik. Imhoof-Blumer war korrespondierendes Mitglied der Preußischen, der Bayerischen, der Niederländischen und der Österreichischen Akademie der Wissenschaften. 1895 erhielt er den Orden "Pour le mérite" für Wissenschaften und Künste.
Im Alter von 82 Jahren starb Friedrich Imhoof-Blumer am 26. April 1920 in seiner Heimatstadt Winterthur.
Friedrich Imhoof-Blumer war mit einer Schwester des Industriellen und Politikers Othmar Blumer verheiratet.

## Auszeichnungen
- 1870: Dr. phil. h.c der Universität Zürich
- 1895: Pour le Mérite für Wissenschaft und Künste
- Ehrenmitglied der Society for the Promotion of Hellenic Studies

## Schriften (Auswahl)
- Zur Münzkunde und Palaeographie Boeotiens. In: Numismatische Zeitschrift. Bd. 3, 1871, ISSN 0250-7838, S. 321–387, (Digitalisat; auch als Separatdruck: Selbstverlag des Verfassers, Wien 1873).
- Die Münzen Akarnaniens. In: Numismatische Zeitschrift. Bd. 10, 1878, S. 1–180, (Digitalisat; auch als Separatdruck: Manz, Wien 1878).
- Porträtköpfe auf römischen Münzen der Republik und der Kaiserzeit. Für den Schulgebrauch. Teubner, Leipzig 1879, (Digitalisat; 2., verbesserte Auflage. ebenda 1892 und öfter).
- Monnaies Grecques. Müller, Amsterdam 1883, (Digitalisat).
- Porträtköpfe auf antiken Münzen hellenischer und hellenisierter Völker. Teubner, Leipzig 1885, (Digitalisat).
- mit Percy Gardner: A numismatic commentary on Pausanias. 3 Teile. London 1885–1887, (Nachdruck aller drei Teile: s. n., London 1887, Digitalisat);
  - Teil 1: Book I. 39–44. – Megarica. Book II – Corinthiaca. In: The Journal of Hellenic Studies. Bd. 6, 1885, S. 50–101, doi:10.2307/623387;
  - Teil 2: Books III., IV., V., VI., VII., VIII. In: The Journal of Hellenic Studies. Bd. 7, 1886, S. 57–113, doi:10.2307/623633;
  - Teil 3: Books IX., X., I. 1–38. And Supplement. In: The Journal of Hellenic Studies. Bd. 8, 1887, S. 6–63, doi:10.2307/623450.
- als Herausgeber: Die antiken Münzen Nord-Griechenlands. Unter Leitung von F. Imhoof-Blumer herausgegeben von der Kgl. Akademie der Wissenschaften. Reimer, Berlin 1898 ff. (bis 1920 3 Bände).